# La Locomotrice
Die Société La Locomotrice war ein belgischer Hersteller von Automobilen. Der Markenname lautete La Locomotrice.

## Unternehmensgeschichte
Albert Roland und der Baron de Macar gründeten das Unternehmen im August 1903. Es war in der Rue des Vennes in Lüttich ansässig. Albert Roland hatte die Lizenzrechte zum Nachbau des Rochet-Schneider erworben. Er und Nagant schlossen 1904 einen Vertrag bezüglich der Fertigung und Vermarktung der Fahrzeuge. Der Vertrag sah vor, dass Nagant die Fahrzeuge fertigte und La Locomotrice die Fahrzeuge unter seinem Namen vermarktete. Ende 1905 wurde der Vertrag nicht verlängert, sodass Nagant die Fahrzeuge ab 1906 selber vermarktete.

## Fahrzeuge
Bei den Pkw handelte sich um Lizenzfertigungen des Rochet-Schneider. Außerdem wurden Lastkraftwagen gefertigt, die vorher bei Gobron-Brillié Belge entstanden.